# Indice di volume del fango
L'indice di volume del fango (in inglese sludge volume index, abbreviato in SVI) è una misura usata nel campo dell'ingegneria sanitaria per valutare le proprietà di sedimentabilità di un fango. È quindi utile per il dimensionamento dei comparti di sedimentazione degli impianti di depurazione.
L'indice viene misurato in laboratorio in base al volume occupato da un'unità di fango sospeso dopo 30 minuti di sedimentazione.
SVI=volume del fango sedimentato [ml/l] / quantità di solidi sospesi [mg/l]
Generalmente un indice SVI più alto è sinonimo di peggiori caratteristiche di sedimentabilità.